# Daubeuf-Serville
Daubeuf-Serville település Franciaországban, Seine-Maritime megyében. Lakosainak száma 396 fő (2022. január 1.). Daubeuf-Serville Annouville-Vilmesnil, Angerville-Bailleul, Bec-de-Mortagne, Bénarville, Limpiville, Thiergeville, Thiétreville és Ypreville-Biville községekkel határos.

## Népesség
A település népességének változása:
| Lakosok száma | 373  | 375  | 392  | 393  | 402  | 401  | 399  | 396  | 396  |
|               | 2013 | 2015 | 2016 | 2017 | 2018 | 2019 | 2020 | 2021 | 2022 |